# Sicydiinae
Sicydiinae su potporodica glavoča. Sastoji se od 8 slatkovodnih rodova.

## Rodovi
1. Akihito Watson, Keith & Marquet, 2007
2. Cotylopus Guichenot, 1863
3. Lentipes Günther, 1861
4. Sicydium Valenciennes, 1837
5. Sicyopterus Gill, 1860
6. Sicyopus Gill, 1863
7. Smilosicyopus Watson, 1999
8. Stiphodon Weber, 1895